# Uwe Wesel
Pour les articles homonymes, voir Wesel et Wesel (homonymie).
Uwe Wesel, né le 2 février 1933 à Hambourg (Allemagne) et mort le 11 septembre 2023 à Berlin, est un juriste allemand. Historien du droit et professeur émérite, il a enseigné à l'université libre de Berlin.

## Biographie

### Politique
Uwe Wesel, qui était membre du Parti social-démocrate d'Allemagne (SPD) depuis 1959, est exclu du parti en 1974. L'exécutif du parti justifie cette démarche par le fait que Wesel, avec sa conférence donnée à l'Université libre de Berlin (Freien Universität Berlin, FU) pour l'Association des étudiants communistes (de) (Kommunistischen Studentenverband, KSV), avait donné des « conseils tactiques aux communistes » sur le rôle de la terreur individuelle dans le mouvement ouvrier. Cette conférence a été publiée dans le Berliner Extra-Dienst (de) socialiste. Selon la déclaration de Wesel, cependant, il a obtenu avec ce discours que le KSV reconnaisse l'insensé de ses attaques et de son harcèlement contre les professeurs de la FU et les émeutes se sont terminées le lendemain.
Depuis le 1er septembre 2008 Wesel est de nouveau membre du SPD (section de Grunewald).
En 1978/79, Uwe Wesel a fait partie du jury du troisième Tribunal Russell.

### Édition
En 2013, pour le 250e anniversaire de la maison d'édition C. H. Beck, il édite la moitié de l'histoire de l'édition. Son portrait de la maison d'édition sous la direction de Heinrich Beck pendant le national-socialisme rencontre une certaine opposition. Wesel présente l'aryanisation de la maison d'édition d'Otto Liebmann en 1933 comme une transaction commerciale dans laquelle le prix d'achat payé correspondait à la valeur réelle de la maison d'édition Liebmann à l'époque. Wesel décrit la nomination de Carl Schmitt comme rédacteur en chef du Deutsche Juristen-Zeitung, l'adhésion de Heinrich Beck au NSDAP et la publication de commentaires juridiques sur les lois nazies explicites comme étant dues aux « circonstances de l'époque ».
En 2021, il publie son autobiographie, Wozu Latein, wenn man gesund ist? Ein Bildungsbericht.
Uwe Wesel travaille comme avocat depuis sa retraite.

## Publications
- Die Hausarbeit in der Digestenexegese. Eine Einführung für Studenten und Doktoranden, v. Kleist, Munich, 1966  (ISBN 978-3-87440-123-4).
- Rhetorische Statuslehre und Gesetzesauslegung der römischen Juristen, C. Heymann, Cologne, 1967.
- Der Mythos vom Matriarchat: Über Bachofens Mutterrecht und die Stellung von Frauen in frühen Gesellschaften vor der Entstehung staatlicher Herrschaft. Suhrkamp, Francfort-sur-le-Main, 1980  (ISBN 978-3-518-27933-5).
- Aufklärungen über Recht: Zehn Beiträge zur Entmythologisierung, Suhrkamp, Francfort-sur-le-Main, 1981  (ISBN 978-3-518-27968-7).
- Juristische Weltkunde: eine Einführung in das Recht, Suhrkamp, Francfort-sur-le-Main, 1984  (ISBN 978-3-518-28067-6).
- Frühformen des Rechts in vorstaatlichen Gesellschaften: Umrisse einer Frühgeschichte des Rechts bei Sammlern und Jägern und akephalen Ackerbauern und Hirten, Suhrkamp, Francfort-sur-le-Main, 1985  (ISBN 978-3-518-57706-6).
- Recht und Gewalt: 13 Eingriffe, Kursbuch-Verlag, Berlin, 1989  (ISBN 978-3-88022-980-8).
- Fast alles, was Recht ist: Jura für Nichtjuristen, Eichborn, Francfort-sur-le-Main, 1992  (ISBN 978-3-8218-4749-8), Reihe Die Andere Bibliothek.
- Der Honecker-Prozeß: ein Staat vor Gericht, Eichborn, Francfort-sur-le-Main, 1994  (ISBN 978-3-8218-0435-4).
- Die Hüter der Verfassung: Das Bundesverfassungsgericht, seine Geschichte, seine Leistungen und seine Krisen, Eichborn, Francfort-sur-le-Main, 1996  (ISBN 978-3-8218-1381-3).
- Geschichte des Rechts: Von den Frühformen bis zur Gegenwart, C.H. Beck, Munich, 2001  (ISBN 978-3-406-54716-4).
- Risiko Rechtsanwalt, Blessing, Munich, 2001  (ISBN 978-3-442-15207-0).
- Die verspielte Revolution: 1968 und die Folgen, Blessing, Munich, 2002  (ISBN 3-89667-190-1).
- Recht, Unrecht und Gerechtigkeit: Von der Weimarer Republik bis heute, C.H. Beck, Munich 2003  (ISBN 978-3-406-50354-2).
- Der Gang nach Karlsruhe: Das Bundesverfassungsgericht in der Geschichte der Bundesrepublik, Blessing, Munich, 2004  (ISBN 978-3-89667-223-0).
- Geschichte des Rechts in Europa: Von den Griechen bis zum Vertrag von Lissabon, C.H. Beck Juristischer Verlag, Munich, 2010  (ISBN 978-3-406-60388-4).
- 250 Jahre rechtswissenschaftlicher Verlag C. H. Beck. 1763 – 2013, C.H. Beck, Munich, 2013  (ISBN 978-3-406-65634-7).
- Rechtsgeschichte der Bundesrepublik Deutschland : von der Besatzungszeit bis zur Gegenwart, C.H. Beck, Munich, 2019  (ISBN 978-3-406-73439-7).
- Wozu Latein, wenn man gesund ist? Ein Bildungsbericht, C.H. Beck, Munich, 2021  (ISBN 978-3-406-78121-6).